# 钱加里亚
占加利亚（英語：Changaria）是孟加拉国的一个村庄，位于该国中南部巴里萨尔专区的巴里萨尔县。